# Louise av Belgien (2004–)
Prinsessan Louise av Belgien, Louise Sophie Mary, född 6 februari 2004 i Woluwe-Saint-Lambert, är en belgisk prinsessa. Hon är äldsta dotter till Laurent av Belgien och Claire av Belgien. Hon har två yngre tvillingbröder Nicolas av Belgien och Aymeric av Belgien. Hon är nummer 12 i den belgiska tronföljden.